# Leptoxis formosa
Leptoxis formosa är en snäckart som först beskrevs av I. Lea 1860.  Leptoxis formosa ingår i släktet Leptoxis och familjen Pleuroceridae. IUCN kategoriserar arten globalt som utdöd. Inga underarter finns listade i Catalogue of Life.